# Russi Taylor
Pour les articles homonymes, voir Taylor.
Russell Taylor, dite Russi Taylor, est une actrice américaine née le 4 mai 1944 à Cambridge (Massachusetts) et morte le 26 juillet 2019 à Glendale (Californie),,.
Elle est à partir de 1988 la voix officielle anglophone de Minnie Mouse.

## Biographie

### Famille
Russi Taylor est la veuve de Wayne Allwine, voix officielle anglophone de Mickey Mouse de 1983 à 2009.

## Filmographie
- 1966 : The Man Called Flintstone : Cave mouse (voix)
- 1972 : The Flintstones Comedy Hour (série télévisée) : Cave Mouse (voix)
- 1976 : Laverne & Shirley with the Fonz (série télévisée) : voix additionnelles
- 1981 : Strawberry Shortcake in Big Apple City (TV) : Strawberry Shortcake (voix)
- 1981 : The Private Eyes : Doll Voice (voix)
- 1980 : Les Entrechats (Heathcliff) (série télévisée) : Barbie Winslow (1981-1982) (voix)
- 1982 : Strawberry Shortcake: Pets on Parade : Strawberry Shortcake
- 1982 : Pac-Man (série télévisée) : Pac-Baby (voix)
- 1982 : Christmas Comes to PacLand (TV) : Pac-Baby (voix)
- 1983 : Strawberry Shortcake: Housewarming Surprise : Strawberry Shortcake (voix)
- 1983 : Les Minipouss (The Littles) (série télévisée)
- 1983 : Le Sourire du dragon (Dungeons & Dragons) (série télévisée) : voix diverses
- 1984 : Strawberry Shortcake Meets the Berrykins : Strawberry Shortcake / Strawberrykin / Vocalist (voix)
- 1984 : Muppet Babies (série télévisée) : Gonzo (1984-1991) / Robin (198?) (voix)
- 1985 : Kissyfur (série télévisée) : Beehonie / Bessie / Cackle Sister / Miss Emmy Lou / Toot (voix)
- 1985 : Les Treize Fantômes de Scooby-Doo (The 13 Ghosts of Scooby-Doo) (série télévisée) (voix)
- 1985-1990 : Les Schtroumpfs (The Smurfs) (série télévisée) : Puppy (1985-1989) / Smoogle (1988-1990) / voix additionnelles (voix)
- 1986 : The Adventures of the American Rabbit : Mother (voix)
- 1986 : Rambo (série télévisée) : Additional Voices (voix)
- 1986 : Fou de foot (TV) : Riri, Fifi et Loulou (voix)
- 1986 : Mon petit poney, le film (My Little Pony: The Movie) : Morning Glory / Rosedust / Bushwoolie / Skunk (voix)
- 1986 : Mon petit poney (My Little Pony and Friends) (série télévisée) : Morning Glory / Rose Dust (voix)
- 1987 : Ducktales: Treasure of the Golden Suns (TV) :Riri, Fifi et Loulou / Webby / Female Reporter (voix)
- 1987 : Totally Minnie (TV) : Minnie Mouse (voix)
- 1987 : DTV 'Doggone' Valentine (TV)
- 1987 : Blondie and Dagwood (TV) : Cora Dithers / Mrs. Hannon (voix)
- 1987 : The Adventures of Teddy Ruxpin (série télévisée) : Leeta the Woodsprite (voix)
- 1988 : Scooby-Doo et l'école des diablesses (Scooby-Doo and the Ghoul School) (TV) : Phantasma the Phantom
- 1988 : Qui veut la peau de Roger Rabbit (Who Framed Roger Rabbit) de Robert Zemeckis : Birds / Minnie Mouse (voix)
- 1989 : Super Ducktales (TV) : Riri, Fifi et Loulou (voix)
- 1990 : Widget, the World Watcher (série télévisée) : Widget, the World Watcher (voix)
- 1990 : Disney Sing-Along-Songs: Disneyland Fun (vidéo) : Minnie Mouse (voix)
- 1990 : Cartoon All-Stars to the Rescue (TV) : Riri, Fifi et Loulou / Baby Gonzo (voix)
- 1990 : Super Baloo (TaleSpin) (série télévisée) : voix additionnelles
- 1990 : Les Jetson, le film (Jetsons: The Movie) : Fergie Furbelow (voix)
- 1990 : La Bande à picsou: Le Trésor de la lampe perdue (DuckTales: The Movie - Treasure of the Lost Lamp) : Riri, Fifi et Loulou / Webbigal "Webby" Vanderquack (voix)
- 1990 : Gravedale High (série télévisée) (voix)
- 1990 : Bernard et Bianca au pays des kangourous (The Rescuers Down Under) : Nurse Mouse (voix)
- 1991 : Yo Yogi! (série télévisée) : Atom Ant (voix)
- 1992-1993 : Wild West Cowboys from Moo Mesa (série télévisée) : voix additionnelles
- 1993 : Mr. Bogus (série télévisée) : voix additionnelles
- 1993 : Hollyrock-a-Bye Baby (TV) (voix)
- 1994 : Disney Sing-Along-Songs: The Twelve Days of Christmas (vidéo) : Riri, Fifi et Loulou (voix)
- 1994 : Le Conte de Noël des Pierrafeu (A Flintstones Christmas Carol) (TV) : Pebbles (voix)
- 1994 : Pompoko : Otama (doublage anglophone)
- 1995 : Babe, le cochon devenu berger (Babe) : Dutchess the Cat (voix)
- 1995 : Mickey perd la tête (Runaway Brain) : Minnie Mouse (voix)
- 1995 : The Tales of Tillie's Dragon (voix)
- 1995 : Profession : critique (The Critic) (série télévisée) : Penny Tompkins (voix)
- 1998 : The Spirit of Mickey (vidéo) : Minnie Mouse
- 1998 : Le Petit grille-pain courageux : Objectif Mars (The Brave Little Toaster Goes to Mars) (vidéo) : Robbie (voix)
- 1998 : 1 001 Pattes (A Bug's Life) : voix additionnelles
- 1998 : Les Supers Nanas (The Powerpuff Girls) (série télévisée) : Bubbles (voix)
- 1998 : Babe, le cochon dans la ville (Babe: Pig in the City) de George Miller : The Pink Poodle / Choir Cat (voix)
- 1999 : Mickey Mania (série télévisée) : Minnie Mouse / Clara Cluck (voix)
- 1999 : Mickey, il était une fois Noël (Mickey's Once Upon a Christmas) (vidéo) : Minnie Mouse / Riri, Fifi et Loulou (voix)
- 1999 : Fantasia 2000 : Daisy Duck (segment Pomp and Circumstance) (voix)
- 2001 : Disney's tous en boîte (House of Mouse) (série télévisée) : Minnie Mouse / Clara Cluck / Fairy Godmother / Fauna / Duchess / voix additionnelles
- 2001 : Mickey, la magie de Noël (Mickey's Magical Christmas: Snowed in at the House of Mouse) (vidéo) : Minnie Mouse
- 2002 : Cendrillon 2 : Une vie de princesse (Cinderella II: Dreams Come True) (vidéo) : Fairy Godmother / Mary Mouse / Beatrice / Daphne / Drizella (voix)
- 2002 : Mickey, le club des méchants (Mickey's House of Villains) (vidéo) : Minnie Mouse (voix)
- 2003 : Piggly et ses amis (série télévisée) : Fernando (Ferny) Toro / Annie Winks / Mom (voix)
- 2003 : Mickey's PhilharMagic : Minnie Mouse (voix)
- 2004 : The Search for Mickey Mouse : Minnie Mouse (voix)
- 2004 : Mickey, Donald, Dingo : Les Trois Mousquetaires (Mickey Donald Goofy: The Three Musketeers) (vidéo) : Minnie Mouse (voix)
- 2004 : Mickey, il était deux fois Noël (Mickey's Twice Upon a Christmas) (vidéo) : Minnie Mouse (voix)
- 2008 : Les Simpson, le film (The Simpsons Movie) : Martin (voix)

## Récompense
- Disney Legends en 2008.